# Idea nike
Idea nike är en fjärilsart som beskrevs av Hans Fruhstorfer 1903. Idea nike ingår i släktet Idea och familjen praktfjärilar. Inga underarter finns listade i Catalogue of Life.